# Euphthiracarus aggenitalis
Euphthiracarus aggenitalis är en kvalsterart som beskrevs av Aoki 1984. Euphthiracarus aggenitalis ingår i släktet Euphthiracarus och familjen Euphthiracaridae. Inga underarter finns listade i Catalogue of Life.